# Kolumbia na Letnich Igrzyskach Olimpijskich 1988
Kolumbię na Letnich Igrzyskach Olimpijskich 1988, które odbyły się w Seulu reprezentowało 40 zawodników. Zdobyli oni 1 brązowy medal, zajmując 46. miejsce w klasyfikacji medalowej.
Był to dwunasty start reprezentacji Kolumbii na letnich igrzyskach olimpijskich.

## Zdobyte medale
| Medal | Zawodnik          | Dyscyplina | Konkurencja            |
| ----- | ----------------- | ---------- | ---------------------- |
| Brąz  | Jorge Julio Rocha | Boks       | waga kogucia, do 54 kg |

## Reprezentanci

### Boks
Mężczyźni – waga musza (– 51 kg)
- Simon Morales
  - I runda — przegrana z Setsuo Segawa (JPN), 1:4

Mężczyźni – waga kogucia (– 54 kg)
- Jorge Julio Rocha →  Brąz
  - I runda — zwycięstwo z Michael Hormillosa (PHI), RSC-3
  - II runda — zwycięstwo z Felix Nieves (PUR), 5:0
  - III runda — zwycięstwo z René Breitbarth (GDR), 4:1
  - Ćwierćfinał — zwycięstwo z Katsuyoki Matsushima (JPN), 3:2
  - Półfinał — przegrana z Aleksandyr Christow (BUL), 2:3

### Jeździectwo
Indywidualnie
- Mauricio Rivas
- Juan Miguel Paz
- Joaquin Pinto

Grupowo
- Oscar Arango, William González, Juan Miguel Paz, Joaquin Pinto, Mauricio Rivas

### Kolarstwo

#### Time trial
- Ángel Noé Alayón
- Pedro Bonilla
- Orlando Castillo
- Julio Cesar Rodríguez

#### Kolarstwo torowe
- Juan Arias
- Nelson Rodríguez Serna
- Dubán Ramírez

### Lekkoatletyka
Mężczyźni 10 000 metres
- Pedro Ortiz
  - I runda — 29:08.25 (→ bez kwalifikacji)

Mężczyźni Maraton
- Pedro Ortiz
  - Finał — 2:23.34 (→ 39 miejsce)

Mężczyźni 20 km chód
- Hector Moreno
  - Finał — 1:27.06 (→ 33 miejsce)
- Querubín Moreno
  - Finał — nie ukończył

Mężczyźni 50 km chód
- Hector Moreno
  - Finał — 4:01.31 (→ 30 miejsce)

Kobiety 100 m
- Amparo Caicedo
  - I runda — 11.59
  - Ćwierćfinał — 11.65 (→ bez kwalifikacji)

Kobiety 200 m
- Norfalia Carabali
  - I runda — 23.78
  - Ćwierćfinał — 23.96 (→ bez kwalifikacji)
- Ximena Restrepo
  - I runda — 24.00 (→ bez kwalifikacji)

Kobiety 400 m
- Norfalia Carabali
  - I runda — 53.27
  - Ćwierćfinał — 51.76
  - Półfinał — 52.65 (→ bez kwalifikacji)

Kobiety 4×100 m sztafeta
- Amparo Caicedo, Norfalia Carabali, Olga Escalante, Ximena Restrepo
  - I runda — 45.46 (→ bez kwalifikacji)

Kobiety 4×400 m sztafeta
- Olga Escalante, Norfalia Carabali, Amparo Caicedo, Ximena Restrepo
  - Kwalifikacje — DSQ (→ bez kwalifikacji)

Kobiety – rzut dyskiem
- María Isabel Urrutia
  - Kwalifikacje — 53.82m (→ bez kwalifikacji)

Kobiety – pchnięcie kulą
- María Isabel Urrutia
  - Kwalifikacje — 15.13m (→ bez kwalifikacji)

### Pływanie
Mężczyźni – 100m stylem klasycznym
- Pablo Restrepo
  - Kwalifikacje — 1:04.43 (→ bez kwalifikacji, 19. miejsce)

Mężczyźni – 200m stylem klasycznym
- Pablo Restrepo
  - Kwalifikacje — 2:19.58 (→ bez kwalifikacji, 19. miejsce)